# آلبرتو یراس کامارگو
آلبرتو یراس کامارگو (به اسپانیایی: Alberto Lleras Camargo) (زاده ۳ ژوئیه ۱۹۰۶ – درگذشته ۴ ژانویه ۱۹۹۰) یک سیاستمدار اهل کلمبیا و بیستمین رئیس‌جمهور کلمبیا از سال ۱۹۵۸ تا ۱۹۶۲ بود.